# Georg von Rotenhan

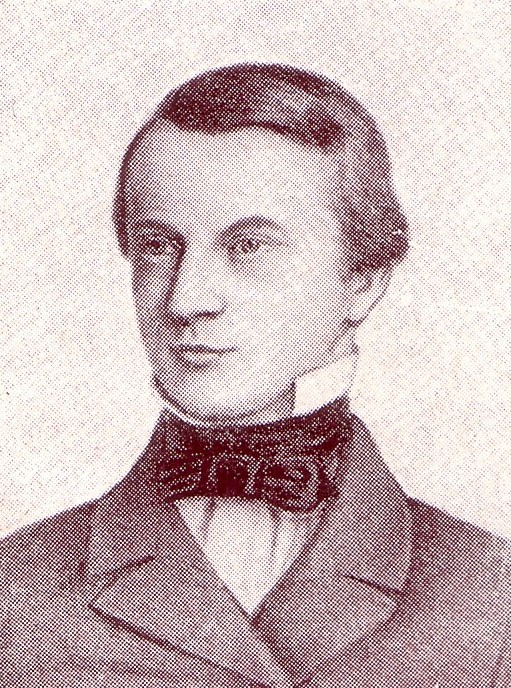
Georg von Rotenhan als Student, um 1851

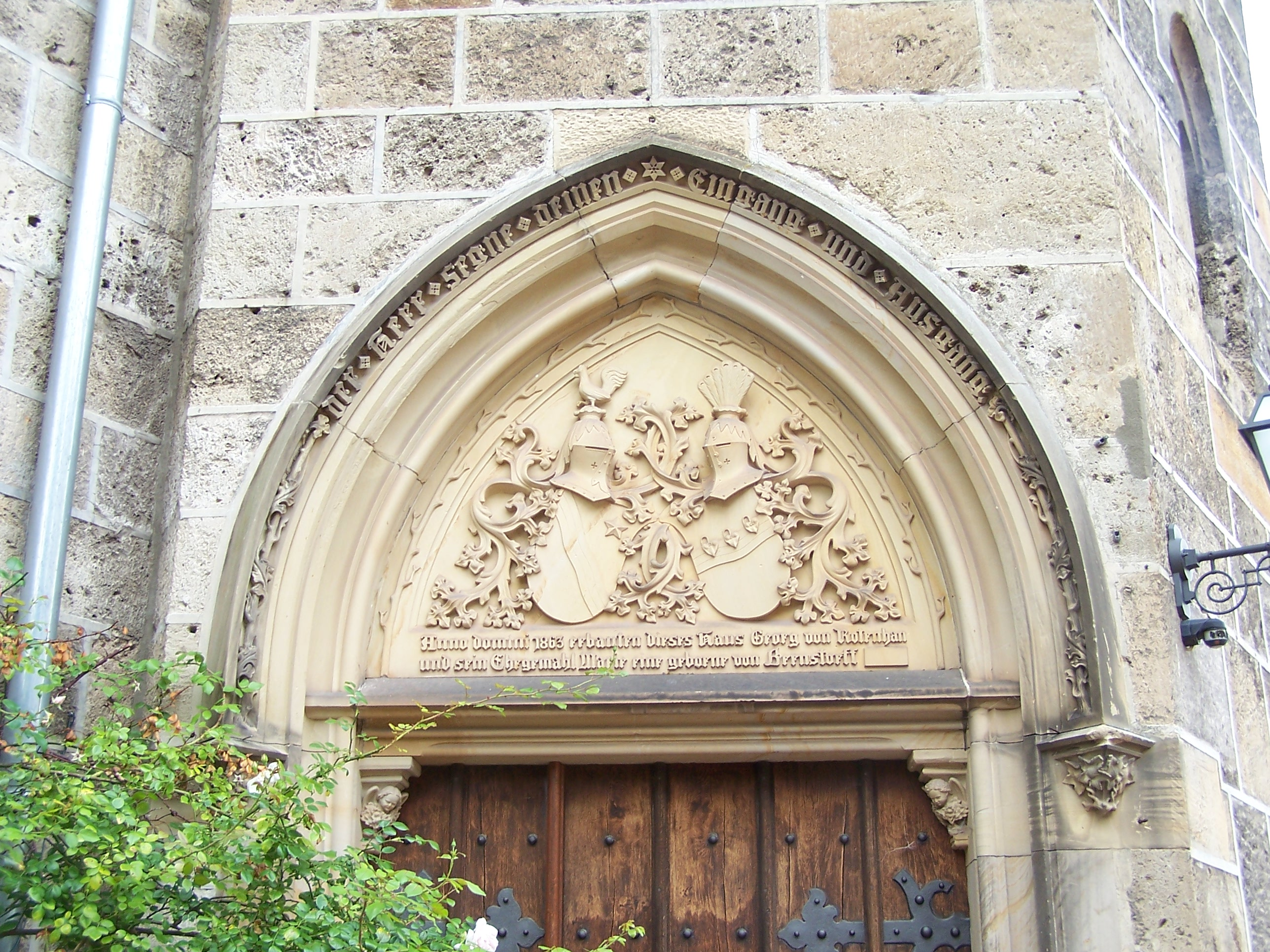
Allianzwappen des Georg von Rotenhan und seiner Frau Marie von Bernstorff-Gartow. Schloss Neuenhof b. Eisenach.

Georg Sigismund Karl Ludwig Julius Friedrich Hermann Freiherr von Rotenhan (* 4. August 1831 in Rentweinsdorf; † 22. April 1914) war ein deutscher Politiker.

## Leben
Georg, eigentlich Georg Sigismund von Rotenhan, war ein Sohn des Hermann Freiherrn von Rotenhan, Herrn auf Rentweinsdorf, und seiner Frau Marie Karoline, geb. Freiin Riedesel zu Eisenbach. Georg Sigismund von Rotenhan hatte sieben Geschwister.
Er besuchte das Gymnasium in Meiningen und studierte Jura und Volkswirtschaftslehre in Bonn und Göttingen. In Bonn wurde er 1850 Mitglied des Corps Borussia.
Rotenhan war zunächst kgl. bayer. und großherzogl. sächs. Kammerjunker, um 1860. Dann wurde er Oberkammerherr im Großherzogtum Sachsen-Weimar-Eisenach und Wirklicher Geheimer Rat, Mitglied des Landtags und der Landessynode des Großherzogtums Sachsen sowie Mitglied des Deutschen Landwirtschaftsrats. 
Georg von Rotenhan hatte 1857 die Lehensgräfin Marie von Bernstorff-Gartow, Tochter der Thekla Dorette Caroline Gräfin von Bibra a. d. H. Irmelshausen und des M.d.R, Landrat Bechtold von Bernstorff, geheiratet. Das Ehepaar bekam zwei Söhne, Hermann 1858 und Friedrich 1860. Christian Joachim Hugo von Bernstorff und Berthold von Bernstorff-Wehningen waren seine Schwäger.
Sein letztbekannter militärischer Dienstgrad war Oberleutnant in Preußen. Als Gutsbesitz gehörte ihm Schloss Neuenhof bei Eisenach, welches der älteste Sohn erbte und dann durch eine Fideikommissregelung an die Familienlinie auf Schloss Buchwald.